# تبادلية (نظرية اقتصادية)

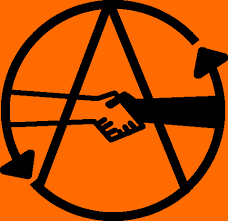
المصافحة المتبادلة التي تمثل الفلسفة السياسية المتبادلة والتعاون

التبادلية هي واحدة من مدارس الفكر اللاسلطوي ونظرية اقتصادية تدعو إلى مجتمع اشتراكي مبني على الأسواق الحرة والاستثمارات، أي إشغال قواعد الملكية واستخدامها. ينطوي أحد تطبيقات هذا النظام على تأسيس مصرف توفير مشترك من شأنه إقراض المُنتجين بأدنى سعر فائدة يكفي لتغطية تكاليف الإدارة فقط. التبادلية مبنية على نسخة من نظرية قيمة العمل والتي تستخدم أساساتها من أجل تحديد القيمة الاقتصادية. وفقًا للنظرية التبادلية، عندما يبيع عامل منتَجًا من عمله، ينبغي أن يتلقى مالًا، أو بضائع، أو خدمات مقابل ذلك تكافئ عمله من ناحية القيمة الاقتصادية، ما يجسد عبارة «قدر العمل اللازم لإنتاج سلعة ذات منفعة مماثلة ومكافئة تمامًا». بحسب المؤرخ جيمس جيه. مارتن، كان اللاسلطويون الفرديون في الولايات المتحدة اشتراكيين، وقد جعل دعمهم لنظرية قيمة العمل صيغتهم الاشتراكية الليبرتارية من التبادلية بديلًا من سوق حرة اشتراكية لكل من الرأسمالية والماركسية.
في حين رُوج للتبادلية في كتابات الفيلسوف اللاسلطوي بيير جوزيف بوردون وهي مرتبطة بصورة رئيسية باعتبارها مدرسة فكر لاسلطوي واشتراكية لبرتارية، لكن أصولها كنوع من الاشتراكية تعود إلى الحركة العمالية في القرن الثامن عشر في بريطانيا أولًا، ثم فرنسا وفي النهاية إلى الطبقة العاملة من الحركة الميثاقية. يعارض التبادليون تلقي الأفراد دخلًا عبر القروض والاستثمارات والإيجار تحت ظل العلاقات الاجتماعية الرأسمالية. رغم كونه معارض شخصيًا لهذا النوع من الدخل، أبدى بوردون أنه لم يكن في نيته أبدًا «منع أو قمع إيجار الأرض والفائدة على رأس المال بموجب مرسوم ملكي. أرى أن كل هذه التجليات للنشاط البشري يجب أن تكون حرة وطوعية للجميع: لا أطلب لهم تعديلات أو قيود أو أعمال قمع، إلا تلك الناتجة طبيعيًا وضروريًا من تعميم مبدأ التبادلية الذي أقترح». طالما يضمنون حق العامل بكامل حصيلة عمله، يدعم التبادليون الأسواق والملكية في إنتاج العمل، مفرقين بين الملكية الخاصة الرأسمالية (الملكية المنتجة) والملكية الشخصية (الملكية الخاصة). يجادل التبادليون من أجل سندات ملكية أراض مشروطة، تكون ملكيتها قانونية فقط طالما تبقى قيد الاستخدام أو الإشغال (ما دعاه بوردون بالتملك)، نوع من الملكية الخاصة له شروط تخلٍ صارمة. هذا يتعارض مع نظرية الملكية العمالية غير المشروطة خاصة الرأسمالية، حيث يحافظ المالكون على سندات ملكية أكثر أو أقل إلى أن يوافقوا على إهدائها أو بيعها.
مثل الاشتراكيين الليبرتاريين، يميز التبادليون اشتراكيتهم السوقية عن اشتراكية الدولة ولا يدعون إلى ملكية الدولة لوسائل الإنتاج. بدلًا عن ذلك، يمتلك كل شخص وسيلة إنتاج، إما بصورة فردية أو جمعية، وتمثل التجارة كميات مكافئة من العمل في السوق الحر. كتب بنجامين تاكر عن بوردون أنه «رغم معارضته جعل ملكية رأس المال اشتراكيًا، فقد كانت غايته رغم ذلك جعل آثاره اشتراكية عبر جعل استخدامه نافعًا للجميع بدلًا عن كونه وسيلة لإفقار الكثرة من أجل إغناء القلة [...] عبر إخضاع رأس المال لقانون التنافس الطبيعي، وبالتالي خفض سعر استخدامه الخاص إلى سعر التكلفة». رغم أنها مشابهة لمبادئ الاقتصاد خاصة اللاسلطويين الفرديين الأمريكيين من القرن التاسع عشر، لكن التبادلية تفضل الصناعات الضخمة. وُسمت التبادلية بأثر رجعي في بعض الأحيان على أنها شكل من اللاسلطوية الفردية وبأنها موضعت فكريًا بين الأشكال الفردية والجمعية من اللاسلطوية أيضًا. وصف بوردون نفسه الحرية التي كان يسعى إليها على أنها «جمع الشيوعية والملكية». يعتبر البعض التبادلية جزء من لاسلطوية السوق الحرة، واللاسلطوية الفردية ولاسلطوية السوق اليسارية بينما يعتبرها آخرون جزءًا من اللاسلطوية الاشتراكية.

## تاريخها

### أصولها
باعتبارها مصطلحًا، شهدت التبادلية مجموعة متنوعة من الاستخدامات ذات الصلة. استخدم شارل فورييه مصطلح التبادلية بالفرنسية للمرة الأولى في عام 1822، رغم أن دلالته لم تكن لنظام اقتصادي. كان أول استخدام للاسم تبادلي في صحيفة نيو هارموني غازيت على يد أويني أمريكي في عام 1826. في بداية ثلاثينيات القرن التاسع عشر، دعا أفراد منظمة عمالية فرنسية في ليون أنفسهم بالتبادليين. في كتاب عنوانه ما هي التبادلية؟، يعرفها التبادلي الأمريكي كلارنس لي شوارتز على النحو التالي:
نظام اجتماعي قائم على المساواة في الحرية والمبادلة وعلى سيادة الفرد على نفسه، وشؤونه ومنتجاته؛ والتي تتحقق عبر المبادرة الفردية، والعقد الحر، والتعاون، والتنافس، والانخراط الطوعي في مقاومة التوسعيين وفي الدفاع عن الحياة، والحرية، وملكية غير التوسعيين.
بمعنى عام، يمكن اعتبار التبادلية اللاسلطوية الأصل لأن التبادلي بيير جوزيف بوردون كان أول شخص يعرف نفسه باعتباره لاسلطوي. رغم أن التبادلية مرتبطة عمومًا باللاسلطوية، لكنها ليست بالضرورة لاسلطوية. وفقًا لجيمس جيه. مارتين، لم يصر ويليم باتشيلدر غرين «لاسلطويًا ناضجًا» حتى العقد الأخير من حياته، لكن كتاباته تدل على أنه بحلول عام 1850 كان قد صاغ تبادلية مسيحية، معتمدًا بشدة على كتابات بيير ليرو الذي كان خصم بوردون في بعض الأوقات. بحسب إيان ماكاي، يمكن اعتبار صيغة التبادلية المسيحية أو الفرع اللاسلطوي من التوزيعية وأعمال التوزيعيين مثل دوروثي داي وحركة العامل الكاثوليكي شكلًا من أشكال التبادلية، أو الاشتراكية الليبرتارية خاصة السوق الحرة، بسبب معارضتها لكل من رأسمالية الدولة واشتراكية الدولة. وفق كتاب أسئلة شائعة حول التبادلية، كانت التبادلية «الشكل الأصلي الذي تبنته حركة العمال، أولًا في بريطانيا العظمى ثم بعد فترة قصيرة في فرنسا وبقية أوروبا الغربية. نهضت كل من الممارسة والنظرية التبادلية كجزء من تيار راديكالية الطبقة العاملة الواسع في إنجلترا، منذ وقت نشر كتاب باين حقوق الإنسان وتنظيم مجتمعات الوفاق الأولى في تسعينيات القرن الثامن عشر، وحتى الحركة الميثاقية. وُجدت التبادلية لبعض الوقت كممارسة عفوية للطبقة العاملة قبل  أن تصبح نظرية رسمية».
كان بوردون مشتركًا مع التبادليين في ليون وتبنى الاسم لاحقًا لوصف تعاليمه الخاصة. في كتاب ما هي التبادلية؟، يسرد شوارتز قصته عن أصل المصطلح، مدعيًا أن «يبدو أن كلمة ‘تبادلية’ قد استُخدمت أول مرة على يد جون غراي، وهو كاتب إنجليزي، في عام 1832». عندما نُشر كتاب غراي الصادر عام 1825 بعنوان محاضرة حول السعادة البشرية في الولايات المتحدة أول مرة في عام 1826، أضاف الناشرون مقدمة ودستور التحالف الودود من أجل مصلحة مشتركة، الواقع في فالي فورج. وشهد عام 1826 نشر مقدمة ودستور التحالف الودود من أجل مصلحة مشتركة في كيندل، أوهايو.